# Lista rezervațiilor naturale din județul Caraș-Severin

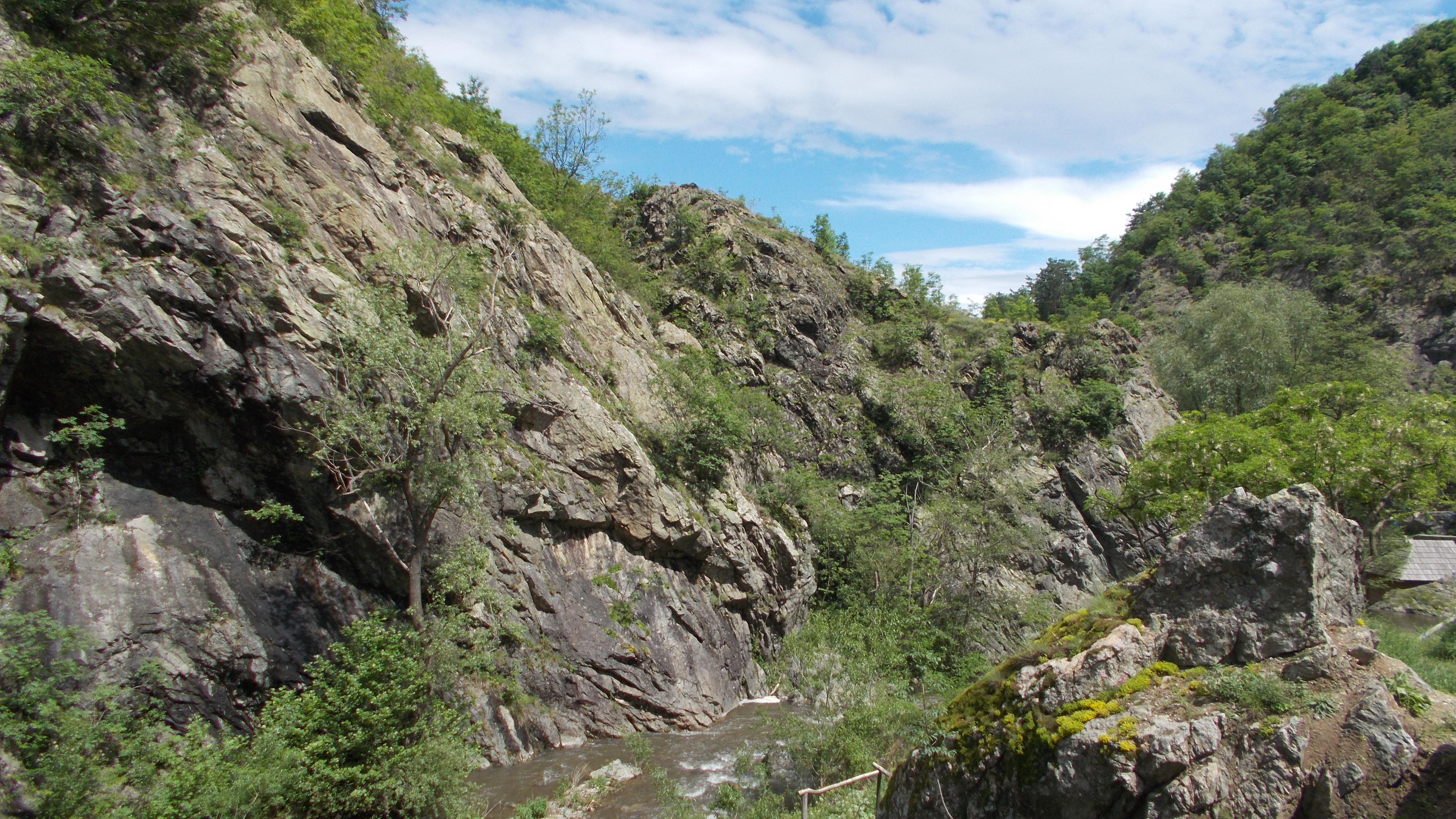
Imagine din Cheile Rudăriei

Lista rezervațiilor naturale din județul Caraș-Severin cuprinde ariile protejate de interes național (rezervații naturale), aflate pe teritoriul administrativ al județului Caraș-Severin, declarate prin Legea Nr. 5 din 6 martie 2000 (privind aprobarea Planului de amenajare a teritoriului național - Secțiunea a III-a - arii protejate) și Hotărârea de Guvern Nr.2.151 din 30 noiembrie 2004 (privind instituirea regimului de arie protejată pentru noi zone).

## Lista ariilor protejate
| Denumirea ariei protejate            | Cod       | Localizare               | Categorie IUCN | Tip                        | Suprafață (ha) | Observații (foto)              |
| ------------------------------------ | --------- | ------------------------ | -------------- | -------------------------- | -------------- | ------------------------------ |
| Balta Nera - Dunăre                  | RONPA0316 | Socol                    | IV             | mixt                       | 10             |                                |
| Bârzavița                            | RONPA0303 | Văliug                   | IV             | forestier                  | 3.406,90       |                                |
| Belareca                             | RONPA0313 | Cornereva                | Ia             | științific                 | 1.665,70       |                                |
| Buhui - Mărghitaș                    | RONPA0304 | Anina                    | IV             | mixt                       | 979            |                                |
| Cheile Carașului                     | RONPA0299 | Carașova                 | IV             | mixt                       | 578            |                                |
| Cheile Globului                      | RONPA0319 | Iablanița                | IV             | mixt                       | 225            |                                |
| Cheile Gârliștei                     | RONPA0302 | Anina, Goruia            | IV             | mixt                       | 517            |                                |
| Cheile Rudăriei                      | RONPA0320 | Eftimie Murgu            | IV             | mixt                       | 250            | Cheile Rudăriei                |
| Cheile Nerei - Beușnița              | RONPA0293 | Sasca Montană            | IV             | mixt                       | 145            | Cascadele Beușniței            |
| Cheile Șușarei                       | RONPA0295 | Sasca Montană            | IV             | mixt                       | 246            |                                |
| Cuptor - Brădișoru de Jos            | RONPA0321 | Oravița                  | IV             | mixt                       | 0,50           |                                |
| Coronini - Bedina                    | RONPA0310 | Băile Herculane, Mehadia | IV             | mixt                       | 3.864,80       | Coronini-Bedina                |
| Dăncioanea                           | RONPA0865 | Băuțar                   | IV             | mixt                       | 337            |                                |
| Dealul Cărăula                       | RONPA0869 | Sasca Montană            | IV             | mixt                       | 123            |                                |
| Dealul Petrolea - Cuptoare           | RONPA0325 | Cornea                   | III            | mixt                       | 5              | monument al naturii            |
| Divici - Pojejena                    | VI.14     | Pojejena                 | IV             | avifaunistic               | 498            | declarat prin HG/2151 din 2004 |
| Ducin                                | RONPA0298 | Lăpușnicu Mare           | IV             | mixt                       | 260,70         |                                |
| Fâneața cu narcise Zervești          | RONPA0317 | Turnu Ruieni             | IV             | botanică                   | 40             |                                |
| Groposu                              | RONPA0308 | Reșița                   | IV             | geomorfologic și faunistic | 883,60         |                                |
| Iauna - Craiova                      | RONPA0311 | Cornereva, Mehadia       | IV             | mixt                       | 1.545,10       |                                |
| Iardașița                            | RONPA0312 | Mehadia                  | IV             | mixt                       | 501,60         |                                |
| Izvorul Bigăr                        | RONPA0296 | Bozovici                 | IV             | mixt                       | 176,60         | Izvorul Bigăr                  |
| Izvoarele Carașului                  | RONPA0300 | Anina                    | IV             | mixt                       | 578            |                                |
| Izvoarele Nerei                      | RONPA0301 | Prigor                   | IV             | mixt                       | 5.028          |                                |
| Lisovacea                            | RONPA0297 | Bozovici, Lăpușnicu Mare | IV             | mixt                       | 33             |                                |
| Locul fosilifer de la Apadia         | RONPA0331 | Brebu                    | III            | paleontologic              | 1              | monument al naturii            |
| Locul fosilifer de la Delinești      | RONPA0332 | Păltiniș                 | III            | paleontologic              | 4              | monument al naturii            |
| Locul fosilifer de la Ezeriș         | RONPA0333 | Ezeriș                   | III            | paleontologic              | 2              | monument al naturii            |
| Locul fosilifer de la Globu Craiovei | RONPA0334 | Iablanița                | III            | paleontologic              | 2              | monument al naturii            |
| Locul fosilifer de la Petroșnița     | RONPA0335 | Bucoșnița                | III            | paleontologic              | 3              | monument al naturii            |
| Locul fosilifer de la Târnova        | RONPA0336 | Târnova                  | III            | paleontologic              | 2              | monument al naturii            |
| Locul fosilifer de la Tirol          | RONPA0337 | Doclin                   | III            | paleontologic              | 0,50           | monument al naturii            |
| Locul fosilifer de la Valeapai       | RONPA0338 | Ramna                    | III            | paleontologic              | 2              | monument al naturii            |
| Locul fosilifer de la Zorlențu Mare  | RONPA0339 | Zorlențu Mare            | III            | paleontologic              | 3              | monument al naturii            |
| Locul fosilifer de la Soceni         | RONPA0318 | Ezeriș                   | III            | paleontologic              | 0,40           | monument al naturii            |
| Ogașul Slătinic                      | RONPA0328 | Bozovici                 | IV             | mixt                       | 1              |                                |
| Pădurea Ezerișel                     | RONPA0330 | Ezeriș                   | IV             | floristic și faunistic     | 120            |                                |
| Pădurea Pleșu                        | RONPA0867 | Rusca Montană            | IV             | mixt                       | 1.980          |                                |
| Peștera Bârzoni                      | RONPA0314 | Cornereva                | IV             | speologic                  | 0,10           |                                |
| Peștera Buhui                        | RONPA0307 | Anina                    | IV             | speologic                  | 0,10           |                                |
| Peștera Comarnic                     | RONPA0305 | Carașova                 | IV             | speologic                  | 0,10           |                                |
| Peștera cu apă din Valea Polevii     | RONPA0864 | Coronini                 | IV             | speologic                  | 3,20           |                                |
| Peștera Exploratorii '85             | RONPA0866 | Iabalcea                 | IV             | mixt                       | 15             |                                |
| Peștera Popovăț                      | RONPA0306 | Carașova                 | IV             | speologic                  | 0,10           |                                |
| Peștera Răsuflătoarei                | RONPA0846 | Carașova                 | I-a            | științific                 | 1,10           | declarat prin HG 2151/2004     |
| Ravena Crouri                        | RONPA0327 | Iablanița                | IV             | mixt                       | 7              |                                |
| Râpa cu lăstuni din Valea Divici     | RONPA0324 | Pojejena                 | IV             | mixt                       | 5              |                                |
| Râpa Neagră                          | RONPA0323 | Mehadia                  | III            | mixt                       | 5              | monument al naturii            |
| Rezervația naturală Baziaș           | RONPA0329 | Socol                    | IV             | mixt                       | 170,90         |                                |
| Rezervația Domogled                  | RONPA0309 | Băile Herculane          | IV             | mixt                       | 2.382,80       |                                |
| Rusca Montană                        | RONPA0868 | Rusca Montană            | IV             | forestier                  | 604            |                                |
| Sfinxul Bănățean                     | RONPA0322 | Topleț                   | III            | geomorfologic              | 0,50           | Sfinxul Bănăţean               |
| Valea Ciclovei - Ilidia              | RONPA0294 | Ciclova Română           | IV             | mixt                       | 1.865,60       |                                |
| Valea Greațca                        | RONPA0326 | Mehadia                  | IV             | geomorfologic              | 9              |                                |
| Valea Mare                           | RONPA0315 | Moldova Nouă             | IV             | mixt                       | 1.179          |                                |
| Zona umedă Ostrov - Moldova Veche    | VI.12     | Moldova Nouă             | IV             | avifaunistic               | 1.627          | declarat prin HG 2151/2004     |
| Zona umedă Insula Calinovăț          | VI.13     | Pojejena                 | IV             | avifaunistic               | 24             | declarat prin HG 2151/2004     |